# Svetozar Pribićević
Svetozar Pribićević (Светозар Прибићевић, Kostajnica, 26 de octubre de 1875-Praga, 15 de septiembre de 1936) fue un político austrohúngaro serbio de Croacia, que defendió al crearse Yugoslavia un Estado centralista. Más adelante, sin embargo, cambió de postura, oponiéndose a la estructura unitaria del país y a la dictadura del rey Alejandro. Murió en el exilio en Checoslovaquia.

## Comienzos
Pribićević estudió matemáticas y física en Zagreb y, brevemente, en Praga. A su regreso a Zagreb, participó junto con otros jóvenes activistas serbios y croatas, en la redacción del libro Narodna misa (La idea nacional, 1895), en el que se defendía la idea de que serbios y croatas eran una sola nación y que debían colaborar en la política croata.
En 1903 pasó a dirigir el Partido Independiente Popular (Srpska narodna samostalna stranka). En 1905 su partido publicó la Declaración de Zadar, en la que expuso su voluntad de colaborar con los partidos políticos croatas (y firmantes de la Declaración de Rijeka) que estuviesen dispuestos a seguir una política más exigente con los gobiernos austriaco y húngaro del Estado.
Entre 1906 y 1918, dirigió la Coalición croato-serbia, que se creó gracias a las dos declaraciones mencionadas. La Coalición dominó la política croata durante esos años previos al desmembramiento del Imperio austrohúngaro. El poder de la Coalición y el atractivo de su ideario proyugoslavo hicieron que las autoridades austrohúngaras de ambas partes del Estado trataran de destruirla. El juicio por traición a 53 serbios en 1909 en Croacia y el juicio al historiador Friedjung (en el que Pribićević y otros miembros de la coalición se querellaron contra el historiador por libelo debido a unos artículos de éste en el diario Reichspost, en que se les acusaba de traición basándose en información falsa producida por el Ministerio de Exteriores, aunque sin conocimiento de Friedjung) del mismo año fueron las acciones más claras con este fin.
Hasta 1910 Pribićević compartió la dirección de la Coalición con Frano Supilo, que la abandonó en ese año, siguiendo Pribićević al mando hasta el final de la guerra.

## La creación del Reino de los Serbios, Croatas y Eslovenos
En 1918 Pribićević seguía siendo el dirigente de la Coalición Serbocroata, que era aún el partido principal del parlamento autónomo croata (Sabor). Cuándo éste aprobó la unión de Croacia al nuevo estado formado por los territorios mayoritariamente eslavos de Austria-Hungría, Pribićević se convirtió en uno de los dos vicepresidentes de su junta de gobierno (Narodno vijeće, Consejo Popular). Al ocupar Italia parte del territorio del nuevo estado en Istria y Dalmacia, Pribićević defendió la unión sin demora del nuevo estado con Serbia, postura que recibió el apoyo vehemente de los delegados dálmatas. El 27 de noviembre de 1918, una delegación del Consejo marchó a Belgrado, que participó junto con los delegados del reino serbio, en la creación del nuevo Reino de los Serbios, Croatas y Eslovenos.

## Política yugoslava

### Ministro del interior

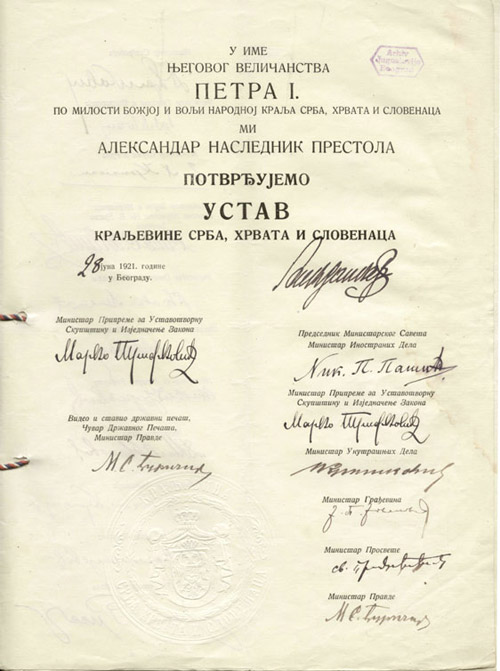
Constitución de Vidovdan (1921), centralista, según los deseos de Pribićević.

Pribićević fue nombrado ministro de interior del nuevo estado creado por la fusión. En este cargo desarrolló una política autoritaria, que creyó necesaria para imponer el orden en el nuevo país tras los desórdenes de la posguerra. Pribićević, alarmado por el establecimiento en la vecina Hungría de un régimen comunista y temeroso del nacionalismo croata en auge, implantó medidas contra ambos movimientos. Cuando Ivan Meštrović años después le recordó su actuación en este periodo, Pribićević admitió haber «estado loco».
La Coalición Serbocroata de Pribićević pronto se unió a otras agrupaciones de los antiguos territorios austrohúngaros para formar un nuevo partido, el Partido Democrático, que se creó en Sarajevo. Las negociaciones de éste con los  Radicales de Pašić fracasaron, de manera que los Demócratas se unieron a la oposición, alcanzando un acuerdo con Ljubomir Davidović para dominar el parlamento provisional que dirigiría el país hasta la formación de la asamblea constituyente. Ambas partes se unieron en el Partido Democrático en 1920, quedando Ljubomir Davidović como dirigente del mismo pero manteniendo Pribićević un poder igual o mayor en la política del partido.
En las elecciones a la asamblea constituyente, los pobres resultados del partido en las antiguas provincias austrohúngaras debilitó la posición de Pribićević. En alianza con los Radicales de Pašić, que habían desesperado de entenderse con Radić, los Demócratas lograron, no obstante, que la nueva constitución tuviese el carácter centralista que Pribićević defendía en aquel momento, incluso con más ímpetu que Pašić.
Anteriormente, en enero de 1920 Pribićević se había reunido con Đuro Basariček, emisario de Stjepan Radić, dirigente del Partido Campesino Croata. Basariček afirmó que, si se celebraban elecciones para el parlamento provisional, su partido participaría y colaboraría en los preparativos de la asamblea constituyente. El rey, sin embargo, se negó a firmar el decreto, acto que hizo que Pribićević perdiese la confianza en el criterio del rey, aunque mantuvo buenas relaciones con él
Durante su periodo de ministro de interior encarceló a Radić.

### Del ministerio a la oposición
En diciembre de 1921 los Radicales causaron una crisis de gobierno al exigir la cartera de interior, que los Demócratas se negaron a entregar. En una reunión de los diputados Demócratas, sin embargo, se decidió en votación secreta que Pribićević abandonase el ministerio de interior, pasando al de educación.
En 1924 los partidarios de Pribićević se separaron del Partido Demócrata para formar una nueva agrupación, el Partido Democrático Independiente, cuando el partido decidió aliarse con los Populares Eslovenos y la JMO bosniomusulmana, ambos opositores autonomistas. Pašic ofreció a Pribićević cuatro ministerios y éste fue finalmente nombrado ministro de Educación, logrando que el Partido Alemán pasase a la oposición por sus medidas contra las minorías.
En 1927, Pribićević se reconcilió con Radić y formó con él una Coalición Demócrata-Campesina, que expresó su defensa de una reforma estatal, mayor democracia y la formación de un estado federal. Volvió la alianza serbocroata anterior a la creación del nuevo estado, pero Pribićević ya no consiguió mantener el apoyo mayoritario de los serbios de los territorios austrohúngaros del que gozaba anteriormente, siendo respaldado principalmente por algunos intelectuales únicamente. Mantuvo, no obstante, la postura más democrática de todos los partidos yugoslavos legales de entreguerras.
Encarcelado por orden del rey e internado en un sanatorio de Belgrado, Pribićević logró ser liberado tras dos años de internamiento por intercesión personal del presidente checoslovaco Tomáš Masaryk. Se exilió en Praga. Con su salud completamente debilitada, murió exiliado en Praga en 1936.